# ボブスレー

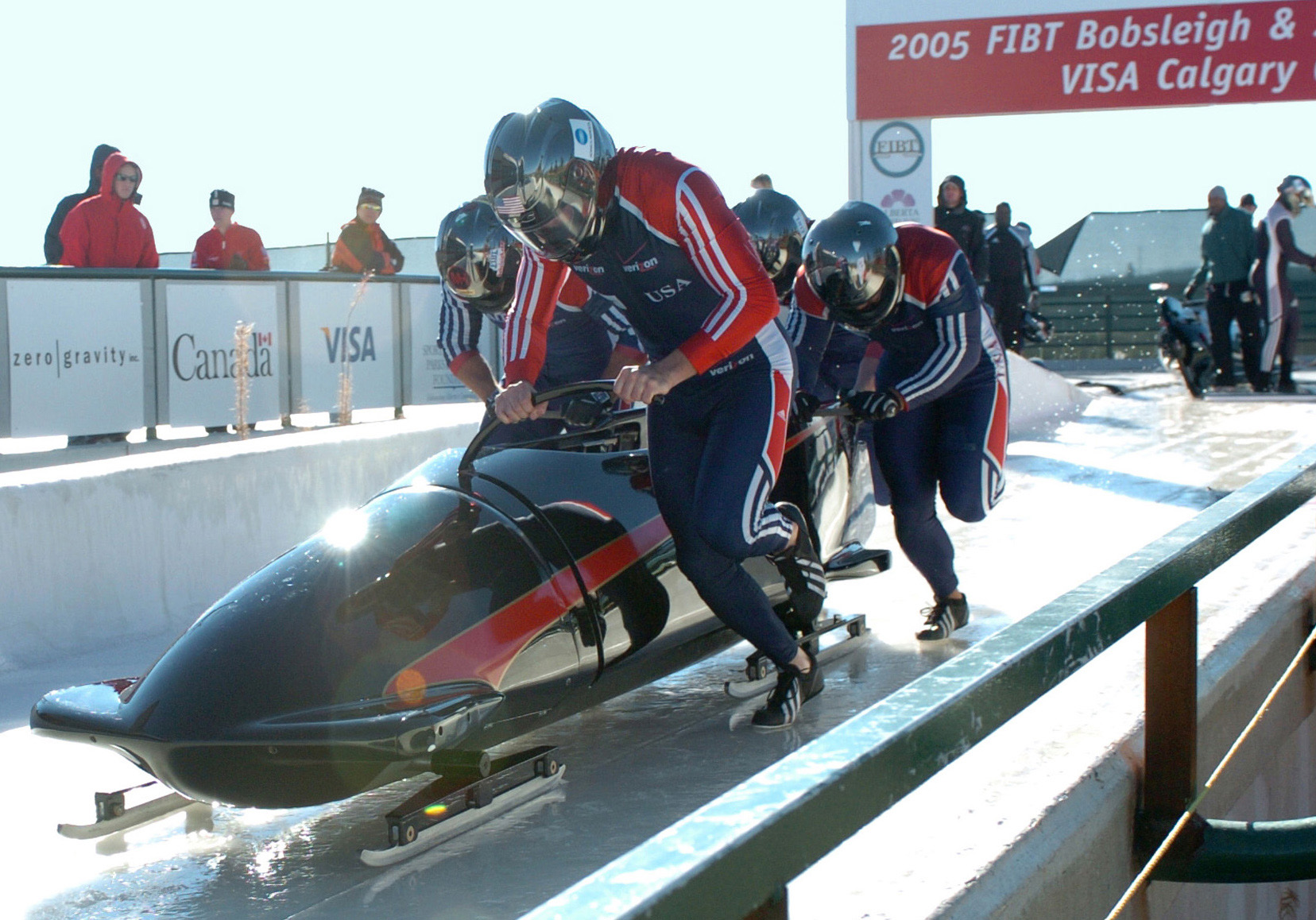
4人乗りボブスレーのスタート

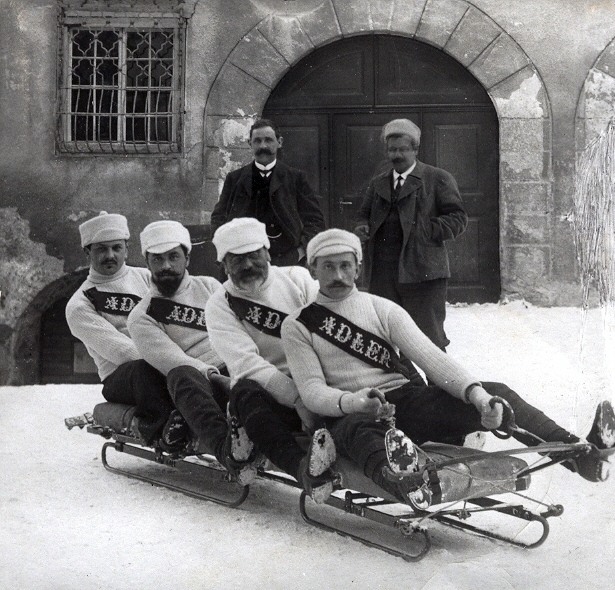
ダボスのボブスレーチーム（1910年ころ）

ボブスレー（英: Bobsleigh, Bobsled）は、独特な形状と機構を持つ専用のそりに乗って、氷が張ったコースを滑走して、タイムを競う競技で、ウィンタースポーツの一つ。最高速度は130km/h - 140km/hに達し、「氷上のF1」と呼ばれる。

## 概要
オリンピックでは1924年の第1回シャモニー・モンブラン冬季大会から正式競技として行われている。
競技は1台ずつで行われる。選手は呼吸を合わせながらそりを押して走り、加速をつけて素早く乗り込む（押す距離は約50〜60m）。この時、1人でも乗り込めなかったら失格になる。あとはドライバーがハンドルを操作、残りの選手は空気抵抗が少なくなるよう頭を下げ、約1300mの曲がりくねったコースを滑降、タイムを計る。スタートダッシュでどれだけ加速できるかが、勝負を大きく左右する。また、選手の技術だけでなく、そりの性能の差も勝敗の鍵を握ると言われる。そり本体と選手の体重を合わせた合計重量には制限があり、男子2人乗りは390kg、男子4人乗りは630kg、女子2人乗りは340kgとなっている。競技は2日間に4回滑り、順位を決める。
2023年現在、日本国内でボブスレーの競技が可能な施設はなく、休止されている施設を含めると、2018年から全面休業となっている、長野五輪で使用された長野県長野市の「スパイラル」（長野市ボブスレー・リュージュパーク）1か所のみとなっている。また、1999年、2003年には札幌市のフッズスノーエリア藤野コースで、ボブスレーの試走も行われた。
藤野コースの全長は1000m強だが、ボブスレー目的で使用しているのは500m程度である。したがって国際大会などには使えず、国内大会や練習の目的で使われている。なお札幌五輪で使用された手稲山ボブスレーコースは2000年1月に閉鎖されている。

## ボブスレーのそり
ボブスレー用のそりは、鉄製のシャーシに流線型のFRP製カバーをつけたもので、前方にハンドル、後方に停止用のブレーキを備えている。ブレーキはフィニッシュまで使えない。
前方と後方の底面には、左右にランナーと呼ばれる刃（エッジ）を計4枚備えており、それで氷面を滑走する。前方のランナーは舵になっており、ドライバー（パイロットとも言う）が操るハンドルと連動して左右に振ることができる。
ボブスレーのそりには2人乗りと4人乗りのほか、モノボブと呼ばれる1人乗りのそりがある。
近年では、競技向けボブスレー用そりは空気力学の観点からの研究開発が進んでおり、バンクーバーオリンピックではイタリアチームがフェラーリ製、ドイツチームではBMWが開発に協力したものを用いており、ソチオリンピックではイギリスチームがマクラーレンの開発したものを用いるなど、レーシングカーの開発とよく似た開発競争が繰り広げられている。日本でも長野オリンピックの際には童夢の協力によるボブスレーの開発が構想されたことがあるが実現せずに終わった。世界的には競技が盛んなラトビアに本社を置くBobsleja Tehniskais Centrs社（ボブスレー技術センター社、通称 BTC）のシェアが高い。
2012年には、童夢の関連会社である童夢カーボンマジックが東京大学や東京都大田区の中小企業らと共同で女子用の二人乗りボブスレー・通称「下町ボブスレー」を開発、同年12月に試走を行った。下町ボブスレーは日本代表チームには採用されなかったため、『クール・ランニング』で有名なジャマイカ代表チームと契約を結んでそりを無償（ただし、下町ボブスレーでオリンピックに出場しなかった場合は6800万円の違約金をジャマイカが支払う）で提供した。そして2018年の平昌オリンピックではジャマイカのチームがこの「下町ボブスレー」で出場する契約であったが、下町ボブスレーを使用したジャマイカのボブスレー男子チームは予選落ちした。女子チームは他社のそりでオリンピック出場を決め、性能不足を理由に下町ボブスレーのオリンピックでの使用をキャンセルされた。

## 歴史
スイスのアルプス地方で生まれ、遊戯として発達したといわれる。1923年に国際ボブスレー・トボガニング連盟（FIBT）が創設され、翌1924年の第1回オリンピック冬季競技大会から正式種目になった。当初は男子だけだったが、2002年ソルトレークシティオリンピックから女子2人乗りが、2022年北京オリンピックからは女子1人乗りが追加され、北京オリンピックでは男子2人乗り・4人乗り、女子1人乗り・2人乗りが実施されている。
日本では1937年（昭和12年）、1940年札幌オリンピックの開催も見据えて、札幌市にドイツから設計者を招いてオリンピック練習コースが造成された。翌1938年（昭和13年）2月12日に国内初の競技会が開催された。2人乗り600mのコースでは転覆が続出して完走は1台のみ。仕方なく300mのコースに短縮したが完走は3台にとどまった。

## 主な団体
- 国際ボブスレー・スケルトン連盟（IBSF）
- 日本ボブスレー・リュージュ・スケルトン連盟
- 日本学生ボブスレー連盟